# رافاييل دي فيتا
رافاييل دي فيتا (بالإيطالية: Raffaele De Vita)‏ (23 سبتمبر 1987 في إيطاليا - ) هو لاعب كرة قدم إيطالي في مركز الهجوم. لعب مع برادفورد سيتي وبلاكبيرن روفرز وسويندون تاون ونادي برينتفورد ونادي روس كاونتي ونادي روما ونادي تشيلتنهام تاون لكرة القدم ونادي ليفينغستون لكرة القدم.

## وصلات خارجية
- رافاييل دي فيتا على موقع قاعدة بيانات كرة القدم.إي يو (الإنجليزية)
- رافاييل دي فيتا على موقع Soccerbase.com (لاعب) (الإنجليزية)
- رافاييل دي فيتا على موقع Soccerway.com (الإنجليزية)